# Észtország folyóinak listája
Ez a lista áttekintést ad Észtország folyóvizeiről.

## Észtország leghosszabb folyói
| Név           | Hossz (km) | Vízgyűjtő terület (km²) | Vízhozam (m³/s) | Torkolat     |
| ------------- | ---------- | ----------------------- | --------------- | ------------ |
| Võhandu       | 162        | 1420                    | -               | Peipus-tó    |
| Pededze       | 159        | 1690                    | 44              | Aiviekste    |
| Pärnu         | 144        | 6910                    | 48              | Rigai-öböl   |
| Põltsamaa     | 135        | 1310                    | -               | Pedja        |
| Pedja         | 122        | 2710                    | -               | Emajõgi      |
| Kasari        | 112        | 3210                    | 26              | Balti-tenger |
| Piusa         | 109        | 796                     | 5,5             | Narva        |
| Keila         | 107        | 682                     | 6,4             | Finn-öböl    |
| Pirita        | 105        | 799                     | 7,5             | Finn-öböl    |
| Emajõgi       | 101        | 9960                    | 71              | Peipus-tó    |
| Navesti       | 100        | 3000                    | -               | Pärnu        |
| Jägala        | 97         | 1570                    | -               | Finn-öböl    |
| Vigala        | 95         | 1520                    | -               | Kasari       |
| Ahja          | 95         | 1073                    | -               | Emajõgi      |
| Halliste      | 86         | 1900                    | -               | Navesti      |
| Õhne          | 86         | 573                     | -               | Emajõgi      |
| Valgejõgi     | 85         | 453                     | -               | Finn-öböl    |
| Mustjõgi      | 84         | 1820                    | -               | Gauja        |
| Väike-Emajõgi | 82         | 1380                    | -               | Emajõgi      |
| Sauga         | 77         | 570                     | 5,1             | Pärnu        |
| Narva         | 77         | 56200                   | 415             | Finn-öböl    |
| Velise        | 75,5       | 852                     | -               | Kasari       |
| Soodla        | 75         | 236                     | -               | Jägala       |
| Reiu          | 73         | 917                     | -               | Pärnu        |
| Elva          | 72         | 456                     | -               | Emajõgi      |
| Kunda         | 69         | -                       | -               | Finn-öböl    |
| Vääna         | 64         | 316                     | -               | Finn-öböl    |

## A folyók kezdőbetűk szerinti csoportosításban

### A
Aavoja
- Agali
- Ahja
- Alajõgi
- Allika
- Ambla
- Amme
- Angerja
- Antsla
- Apna
- Aruküla
- Atla
- Avaste
- Avijõgi

### E
Emajõgi
- Elbu
- Elva
- Enge
- Erra
- Esna

### G
Gorodenka

### H
Halliste
- Harku
- Hundikuristiku
- Härjapea
- Häädemeeste

### J
Jaama
- Jõelähtme
- Jõku
- Jägala
- Jänijõgi
- Järveotsa

### K
Kaave
- Kalli
- Kasari
- Kata
- Katku
- Kavilda
- Keila
- Kloostri
- Kodila
- Kohtla
- Kohtra
- Kolga
- Kroodi
- Kulgu
- Kullavere
- Kunda
- Kurina
- Kurna
- Kuura
- Kärla
- Kääpa

### L
Laeva
- Leisi
- Lemmejõgi
- Lemmjõgi
- Liivi
- Lintsi
- Loo
- Loobu
- Luguse
- Luutsna
- Lõve

### M
Maadevahe
- Mädajõgi
- Mäetaguse
- Mähe
- Mudajõgi
- Munalaskme
- Mustajõgi
- Mustjõgi
- Mustjõgi
- Mustjõgi
- Mustjõgi
- Mustoja
- Muuga
- Mõra

### N
Narva
- Nasva
- Nurtu
- Navesti
- Nuutri

### O
Orajõgi

### Õ
Õhne

### P
Paadrema
- Pada
- Paltra
- Pede
- Pedeli
- Pedetsi
- Pedja
- Peetri
- Penijõgi
- Pirita
- Piusa
- Poruni
- Prandi
- Preedi
- Purtse
- Põduste
- Põltsamaa
- Pärnu
- Pääsküla
- Pühajõgi

### R
Rannamõisa
- Rannapungerja
- Raudna
- Reiu
- Retla
- Räpu

### S
Saki
- Salajõgi
- Salla
- Sauga
- Selja
- Sitapätsi
- Soodla
- Struuga
- Suuremõisa
- Sõmeru
- Sõtke
- Sämi

### T
Taebla
- Tagajõgi
- Tarvasjõgi
- Tatra
- Timmkanal
- Tirtsi
- Tiskre
- Toolse
- Tori
- Tõrvajõgi
- Treppoja
- Tuhala
- Tuudi

### U
Ulila
- Umbusi
- Ura

### V
Vaemla
- Vainupea
- Valgejõgi
- Vardi
- Vardja
- Varsaallika
- Vasalemma
- Velise
- Vigala
- Vihterpalu
- Visela
- Vodja
- Vorsti
- Võhandu
- Võhu
– Võlupe
- Väike-Emajõgi
- Värska
- Vääna

## Fordítás
Ez a szócikk részben vagy egészben  a   Liste der Flüsse in Estland című német Wikipédia-szócikk ezen változatának fordításán alapul.  Az eredeti cikk szerkesztőit annak laptörténete sorolja fel. Ez a jelzés csupán a megfogalmazás eredetét és a szerzői jogokat jelzi, nem szolgál a cikkben szereplő információk forrásmegjelöléseként.